# Kinesiska skattskepp

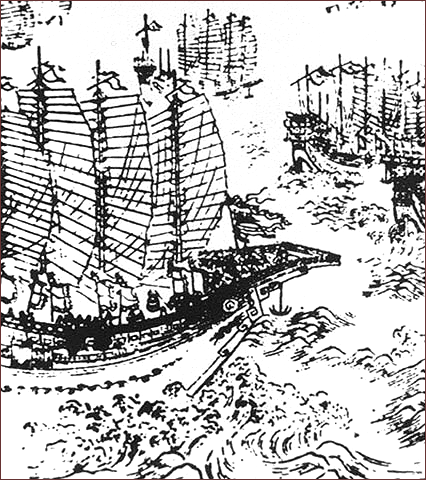
Zheng Hes skattskepp, träsnitt från 1700-talet

Kinesiska skattskepp (kinesiska 宝船 , Pinyin bǎochuán) är bland de största segelfartyg som någonsin byggts. Skattskepp ingick i amiral Zheng Hes expeditioner (1422–1434) under Mingdynastin. Dessa fartyg hade en längd av mellan 59 och 84 meter och upp till nio master. Fartygen byggdes på skeppsvarvet Longjiang i Nanjing, huvudstad i Kina (1368–1421).

## Samtida vittnesmål

### Nicolò de' Conti
Niccolò de' Conti, född omkring 1395, var en upptäcktsresande från Republiken Genua. På en resa kom han till Chittagong, som var Bengalens största hamnstad och ett skeppsbyggnadscentrum. Conti upptäckte de stora kinesiska fartygen som ingick i Zheng Hes expeditioner och rapporterade om skattskeppen i Genua.

### Taizong Shilu
Taizong Shilu är ett historiskt dokument över händelser under Mingdynastin.
- 4 september 1403 – 200 oceangående lastfartyg seglar från Nanjing.
- 1 mars 1404 – 50 oceangående fartyg går till sjöss.
- 1407 – 249 fartyg i beredskap för diplomatiska uppdrag i flera länder i väster.
- 14 februari 1408 – 48 skattskepp betälls vid varv i Nanjing.
- 2 oktober 1419 – 41 skattskepp beställs.

## Beskrivning

### Oceangående fartyg
Kinesiska fartyg var i allmänhet djonker. De var flatbottnade, men när de blev större och oceangående under Songdynastin (960–1279 e.Kr.) gjordes skrovet V-format och hade köl. År 1973 hittades ett sådant vrak i Quanzhou, förmodligen förlist omkring 1270. Fartyget var kravellbyggt med bordläggning av cederträ i två lager. Skrovet hade tolv vattentäta skott och kölen var 33 meter lång.

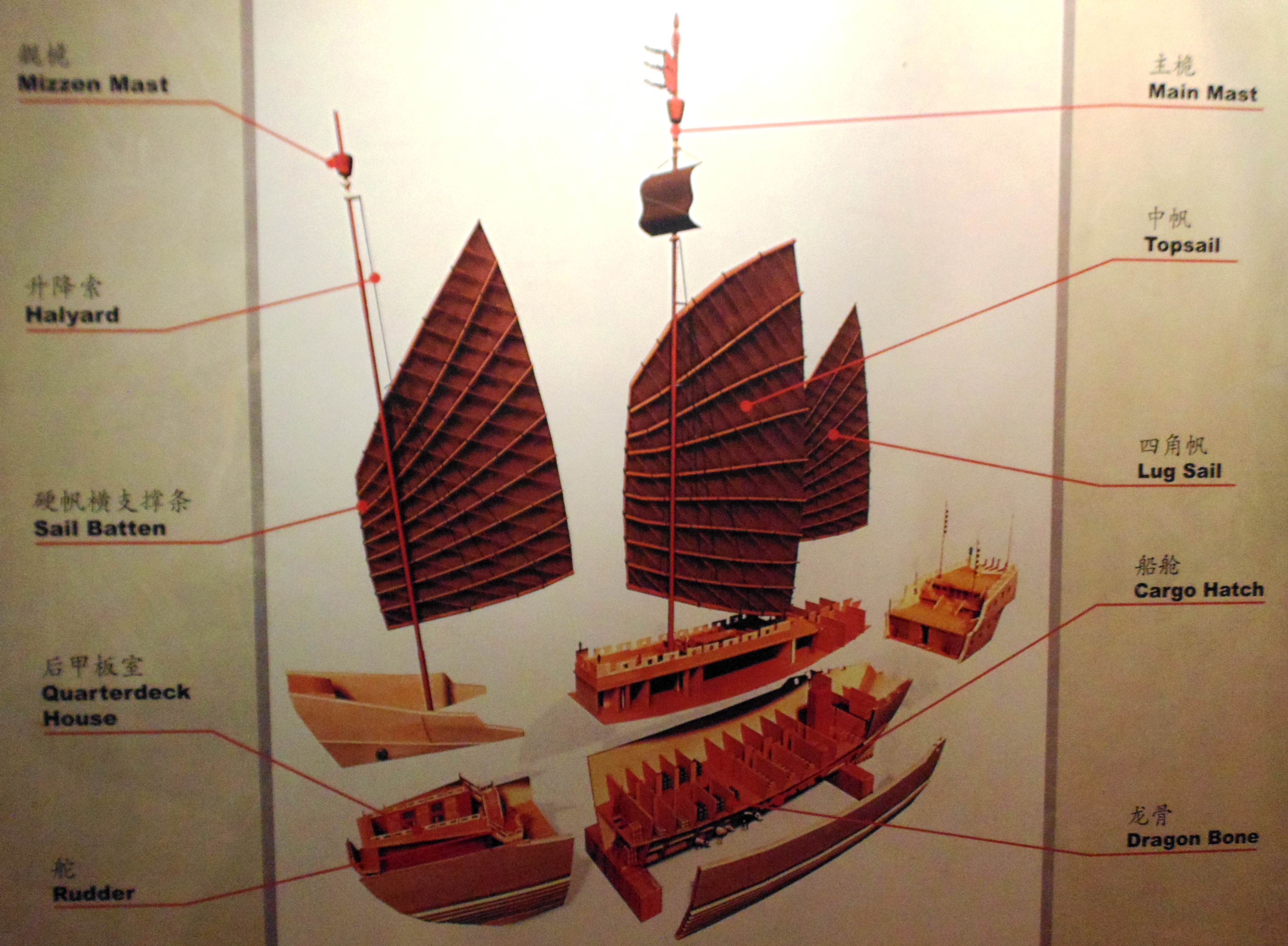
Konstruktion av ett skattskepp.

### Konstruktion
Forskarna uppskattar att skattfartygens längd över allt var mellan 59 och 84 meter. Överbyggnaden påminde om en djonk med upp till nio master. Skrovet var indelat i tolv vattentäta skott. Varje sektion kunde bara nås genom luckor i däck. Denna design gjorde skrovet väldigt stabilt och säkert. Riggen bestod av Loggertsegel med genomgående lattor av bambu. Seglen hissades med hjälp av block högt upp i masten och sjömän behövde ej klättra upp i riggen. Fartygen var beväpnade med bronskanoner med kort räckvidd som användes för att försvara sig mot pirater.

### Jämförelse med Europa
Den europeiska varvsindustrin byggde lika stora fartyg i början på 1400-talet. Henrik V:s flaggskepp Grace Dieu sjösattes 1418 och var 67 meter och jämförbar med de kinesiska skattfartygen. Men fartyget seglade aldrig utanför engelska farvatten och blev vrak 1434.

## Zheng Hes expeditioner

Yongle-kejsaren skickade ut ambassadörer över land; Yishiha till Jilin och Tyr vid Amur i nordost och Chen Cheng västerut till Timuriderna, samtidigt som Zheng He utforskade länderna runt Indiska oceanen.

Skattskeppen blev kända genom amiral Zheng He, som mellan åren 1405 och 1433 genomförde sju expeditioner över Indiska oceanen. Flera av resorna nådde Afrikas ostkust och kanske även Godahoppsudden.
Anledningen till resorna var främst diplomatiska och handelspolitiska. Kina exporterade silke, porslin, lackarbeten och importerade kryddor, örter, noshörnngshorn, pärlor, ädelstenar och ädelträ. Syftet var främst att legitimera Yongle-kejsarens styre i omvärlden.

### Slutet för skattskepp
Efter Yongle-kejsarens död 1424 skedde en omsvängning av den kinesiska politiken till förmån för att försvara landet från mongoliska angrepp. Efter den sjunde resan, då Zheng He också avled, förbjöds fortsatt byggande av stora fartyg och den kinesiska sjömakten förföll snabbt.

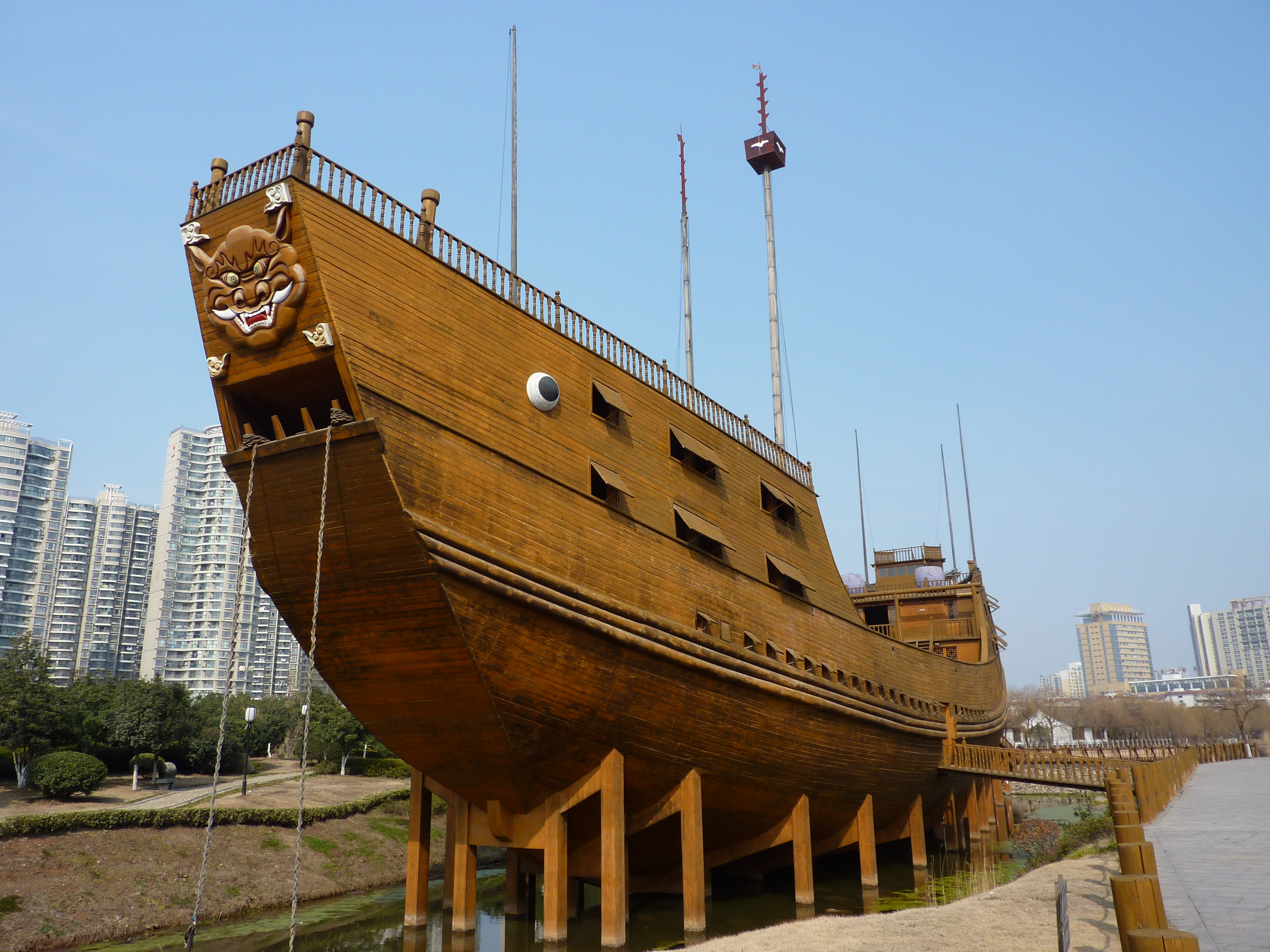
Replik av skattskepp i Nanjing.

## Replik
En fullskalig replik av ett medelstort skattskepp byggdes vid varvet i Nanjing omkring år 2005. Repliken är byggd i betong med bordläggning i trä.

## Eftermäle
Zheng Hes expeditioner var länge okända för både kinesiska och västerländska forskare och den förste som uppmärksammade Zheng Hes öde och gärning var journalisten Liang Qichao, som i en artikel 1905 jämförde Zheng He med Columbus.

### Historisk och nationell symbolik
Skattskeppen har blivit en historisk symbol för Kinas maritima storhetstid, Inför 600-årsjubileet av Zheng Hes första resa byggdes en fullskalig replik och ett museum i Nanjing. Forskare har rest till flera hamnar i Indiska oceanen för att finna spår efter skattskepp. På Sri Lanka har en stele (bildsten) med Zheng He upptäckts och i Östafrika finns flera byar uppkallade efter amiralen. Örlogsfartyg med marinarkeologer ombord letar efter vrak med hjälp av avancerade sonarutrustningar.